# Valódi szerelem
A Valódi szerelem (eredeti cím: Reel Love) 2011-es amerikai televíziós romantikus filmvígjáték Brian K. Roberts rendezésében, LeAnn Rimes, Shawn Roberts, Christian Potenza és Burt Reynolds főszereplésével.
A film premierje 2011. november 13-án volt a CMT műsorán.

## Cselekmény
Holly, a ragyogó chicagói ügyvédnő a barátjával, Karllal dolgozik. A bátyja felhívja, hogy apjuk, Wade beteg, infarktusa volt, ezért a lány az alabamai szülővárosába siet. Útközben kisebb baleset éri, a barátjától kölcsönbe kapott Mercedes lesodródik az útról az úton lévő váratlan akadály miatt. 
Ott fedezi fel, hogy apja, a megszállott horgász már visszatért a pecázáshoz, nem szedi a kórházban kapott gyógyszereit, és egészségtelen, zsíros reggeliket eszik. Holly ezeken azonnal változtat.
Holly boldogan találkozik újra gyerekkori barátnőjével, Mary-Jóval, sikerül megbékélnie apjával, és közelebb kerül a jóképű Jayhez, aki a barátja kocsiját javítja meg. De egy nap Karl megkeresi őt...

## Szereplők
- LeAnn Rimes – Holly Whitman
- Shawn Roberts – Jay Danville
- Christian Potenza – Everett Whitman
- Burt Reynolds – Wade Whitman
- Benjamin Ayres – Bobby Calgrove
- Mary Ashton – Mary Jo "MJ" Calgrove
- Jeff Roop – Carl Lindford
- Neil Crone – Tom Meyer
- Thomas Mitchell – Charlie Manfredi
- Tim Post – Bert Hay
- Naomi Snieckus – Charlene Hay
- Natalie Lisinska – Debbie Manfredi
- David Huband – Vern May
- Joe Bostick – Colin Nellburg
- Rebecca Kohler – Gayla Whitman

## Fordítás
- Ez a szócikk részben vagy egészben  a   Reel Love (film) című angol Wikipédia-szócikk fordításán alapul.  Az eredeti cikk szerkesztőit annak laptörténete sorolja fel. Ez a jelzés csupán a megfogalmazás eredetét és a szerzői jogokat jelzi, nem szolgál a cikkben szereplő információk forrásmegjelöléseként.